# Найфонов, Артур Эдикович
Артур Эдикович Найфонов (осет. Найфонты Артур; род. 10 мая 1997) — российский борец вольного стиля осетинского происхождения, трёхкратный чемпион Европы, призёр чемпионатов мира и Европы, многократный чемпион России. Заслуженный мастер спорта России (2021). Завоевал бронзовую медаль на Олимпийских играх в Токио (2020).

## Биография
В 2004 году был среди заложников во время теракта в Беслане, в котором погибла его мать.
«Стал бы юристом, наверное, если бы учился лучше. Но цель всегда была одна — быть борцом», — так высказывался Артур Найфонов.

## Карьера
В сборной команде России с 2018 года.
На чемпионате Европы 2018 года в Каспийске, в весовой категории до 86 кг Артур одолел всех своих соперников и впервые стал чемпионом Европы.
На чемпионате мира 2019 года в Нур-Султане завоевал бронзовую медаль в весовой категории до 86 кг.
В феврале 2020 года на чемпионате континента в итальянской столице, в весовой категории до 86 кг Артур в схватке за чемпионский титул победил спортсмена из Сан-Марино Амина Майлза и завоевал золотую медаль европейского первенства.
В 2021 году на чемпионате мира, который проходил в октябре в норвежской столице, стал бронзовым призёром в весовой категории до 86 кг. В полуфинале уступил иранскому борцу Хасану Яздани.
22 июня 2023 года на чемпионате России в Каспийске в полуфинале на туше уступил Амануле Гаджимагомедову из Дагестана. 23 июня 2023 года в схватке за 3 место одолел Хайбулу Гюльмагомедова из Ставропольского края, став обладателем бронзовой медали.
В апреле 2024 года на Европейском квалификационном турнире в Баку ему удалось завоевать лицензию на летние Олимпийские игры 2024 в весовой категории до 86 кг.
В апреле 2025 года на чемпионате Европы в Братиславе в весовой категории до 86 кг завоевал бронзовую медаль. В схватке за третье место одолел соперника из Молдовы Евгения Михалчяна.

## Основные достижения
- Первенство России, 21—23 апреля 2017, Владикавказ:  (84 кг).
- Первенство мира среди юниоров, 1 августа 2017, Тампере (Финляндия):  (84 кг)[9].
- Международный турнир по вольной борьбе на призы серебряного призёра Олимпиады-88 Степана Саргсяна, 7—8 октября 2017, Армения:  (86 кг).
- XIV Международный турнир по вольной борьбе на призы вице-президента Федерации спортивной борьбы России В. Н. Семёнова, 26—30 октября 2017, Нефтеюганск:  (86 кг).
- 56 Международный турнир Дан Колов и Никола Петров, 22—25 марта 2018, Болгария:  (86 кг).
- 1 Международный турнир по вольной борьбе «Aланы», 18—19 ноября 2018, Владикавказ:  (86 кг).
- Международный турнир Гран-при «Иван Ярыгин», 26—28 января 2018, Красноярск:  (86 кг).
- Чемпионат России по вольной борьбе, 2-6 августа 2018, Одинцово:  (86 кг)
- Чемпионат России по вольной борьбе, 4-8 июля 2019, Сочи:  (86 кг).
- Международный турнир Гран-при «Иван Ярыгин», 2020, Красноярск:  (86 кг).
- Чемпионат России по вольной борьбе, 15-18 октября 2020, Наро-Форминск:  (86 кг).
- Чемпионат России по вольной борьбе, 11-14 марта 2021, Улан-Удэ:  (86 кг).
- Летние Олимпийские игры в Токио (2020), 4-7 августа 2021, Токио:   (86 кг).
- Чемпионат России по вольной борьбе, 23-26 июня 2022, Кызыл:  (86 кг).
- Чемпионат России по вольной борьбе, 20-24 июня 2023, Каспийск:  (86 кг).
- Международный турнир «Кубок памяти Ивана Ярыгина», 24—28 января 2024, Красноярск:  (86 кг).

## Награды
- Медаль ордена «За заслуги перед Отечеством» II степени (11 августа 2021 года) — за большой вклад в развитие отечественного спорта, высокие спортивные достижения, волю к победе, стойкость и целеустремлённость, проявленные на Играх XXXII Олимпиады 2020 года в городе Токио (Япония)[10].
- Орден Дружбы (16 августа 2021 года, Южная Осетия) — за большой личный вклад в развитие отечественного и мирового спорта, выдающиеся достижения на ХХХII летних Олимпийских играх в Токио 2020[11].